# جورج دالتون
جورج دالتون (بالإنجليزية: George Dalton)‏ هو لاعب كرة قدم بريطاني في مركز الدفاع، ولد في 4 سبتمبر 1941. لعب مع نيوكاسل يونايتد.